# Bokermann-pipra
A Bokermann-pipra (Antilophia bokermanni) a madarak osztályának verébalakúak (Passeriformes) rendjébe és a piprafélék (Pipridae) családjába tartozó  faj.
A magyar név nincs forrással megerősítve.

## Rendszerezése
A fajt Galileu Coelho és Weber Silva írta le 1998-ban. Egyes szervezetek a Chiroxiphia nembe sorolják Chiroxiphia bokermanni néven. Tudományos nevét Werner Bokermann brazil természettudósról kapta.

## Előfordulása
Brazília északkeleti részén, Ceará szövetségi állam területén, a Chapada do Araripe hegység lábainál, nagyon kis helyen honos. Természetes élőhelyei a szubtrópusi és trópusi síkvidéki esőerdők. Állandó, nem vonuló faj.

## Megjelenése
Testhossza 15–15,5 centiméter, testtömege 19–20,5 gramm. A hím feje teteje és tarkója piros színű, a tollazata nagy része fehér, fekete szárnya (kivéve a szárny-fedőtollakat) és farka van. A tojó tollazata olívazöld színű.
|  |  |

## Életmódja
Gyümölcsökkel táplálkozik.

## Természetvédelmi helyzete
Az elterjedési területe nagyon kicsi és a mezőgazdaság miatt még csökken is, egyedszáma 700 példány alatti és szintén csökken. A Természetvédelmi Világszövetség Vörös listáján súlyosan veszélyeztetett fajként szerepel.